# 短鬚耀鯰
短鬚耀鯰，為輻鰭魚綱鯰形目塘虱魚科的其中一種，分布於非洲加彭的奧克維河流域，棲息在水底，體長可達29公分。

## 扩展阅读
維基物種上的相關：短鬚耀鯰